# Período legislativo de 1962 a 1966 de Costa Rica
| 29 PLN 18 PRN | 9 PUN 2 PADP |

PLN
PRN
PUN
PADP

El Período Legislativo de 1962 a 1966 fue el período constitucional de funcionamiento de la Asamblea Legislativa de Costa Rica que abarcó del 1 de mayo de 1962 al 30 de abril de 1966. Tras las elecciones presidenciales y parlamentarias de 1962 el liberacionismo resultó victorioso obteniendo tanto la presidencia como la mayoría simple en el Congreso. Las principales fuerzas de oposición que habían sido aliadas en las elecciones pasadas fueron separadas en esos comicios resultando derrotadas por amplio margen. La izquierda era oficialmente inconstitucional, sin embargo su dirigencia apoyó al partido socialdemócrata Acción Democrática Popular que obtuvo dos diputados.
Algunas de las figuras relevantes de la política costarricense que fueron diputados durante este período fueron Alberto Cañas, Fernando Ortuño y Virgilio Calvo.

## Leyes aprobdas
Se aprueba el Tratado General de Integración Centroamericana que hace ingresar al país en el Mercado Común Centroamericano y se aprueba la Ley Orgánica del Instituto Nacional de Aprendizaje.

## Presidente
| Presidente del Congreso   | Legislatura | Partido político |
| ------------------------- | ----------- | ---------------- |
| Rodolfo Solano Orfila     | 1964-1966   | PLN              |
| Rafael París Steffens     | 1963-1964   | PLN              |
| Carlos Espinach Escalante | 1962-1963   | PLN              |

## Diputados
Los diputados electos fueron:

### Provincia de San José
1. Carlos Espinach Escalante
2. Teodoro Quirós Castro
3. Alberto Cañas Escalante
4. Rodolfo Solano Orfila
5. Fernando Salazar Navarrete
6. Jorge Montero Castro
7. Edwin Muñoz Mora
8. Rafael Solórzano Saborío
9. Luis Castro Hernández
10. Álvaro Aguilar Peralta
11. Virgilio Calvo Sánchez
12. Rogelio Ramos Valverde
13. Milton Gutiérrez Zamora
14. José Francisco Aguilar Bulgarelli
15. Antonio Peña Chavarría
16. Fernando Ortuño Sobrado
17. Marco Tulio Naranjo Carvajal
18. Cristian Tattenbach Iglesias

### Provincia de Alajuela
1. Cornelio Orlich Bolmarcich
2. Armando Bolaños Bolaños
3. José Valenciano Madrigal
4. Sergio Quirós Maroto
5. Nataniel Arias Murillo
6. Alejandro Galva Jiménez
7. Carlos Manuel Guardia Esquivel
8. Deseado Barbota Ruiz
9. Francisco Ruiz Fernández
10. Fernando Valverde Vega
11. Nautilio Monge Álvarez

### Provincia de Cartago
1. Joaquín Garro Jiménez
2. Jesús Benavides Murillo
3. Minor Calvo Ortega
4. Guillermo Yglesias Flores
5. José Hernán García Fonseca
6. Nora Murillo Saborío
7. José Joaquín Peralta Esquivel

### Provincia de Heredia
1. Rafael Benavides Robles
2. Víctor Emilio Herrera Alfaro
3. Dubilio Argüello Villalobos
4. Eduardo Víquez Ramírez

### Provincia de Guanacaste
1. Danilo Flores Cárdenas
2. Constantino Ocampo Alvarado
3. Marcos Villalobos Campos
4. Álvaro Cubillo Aguilar
5. José Joaquín Muñoz Bustos
6. Saúl Cárdenas Cubillo

### Provincia de Puntarenas
1. Rafael París Steffens
2. Hernán Chaverri Ulloa
3. Rodrigo Aráuz Bonilla
4. Octavio Ramírez Garita
5. Giro Guerra Baldares
6. Malaquías Jiménez Solano

### Provincia de Limón
1. Hernán Víquez Barrantes
2. Horacio Tasies Piñeiro
3. Demóstenes Bermúdez Coward